# Ename Samyn Classic
Ename Samyn Classic, voorheen ook wel GP Fayt-le-Franc, Le Samyn of GP José Samyn genoemd, is een eendaagse wielerkoers in de Belgische provincie Henegouwen.
In 1968 vond de eerste editie van de GP Fayt-le-Franc plaats. Deze werd gewonnen door de Franse wielrenner José Samyn. Na het overlijden van Samyn in het jaar daaropvolgend, werd de koers naar hem genoemd. Sinds 2012 wordt er ook een wedstrijd voor de vrouwen georganiseerd.

## Mannen

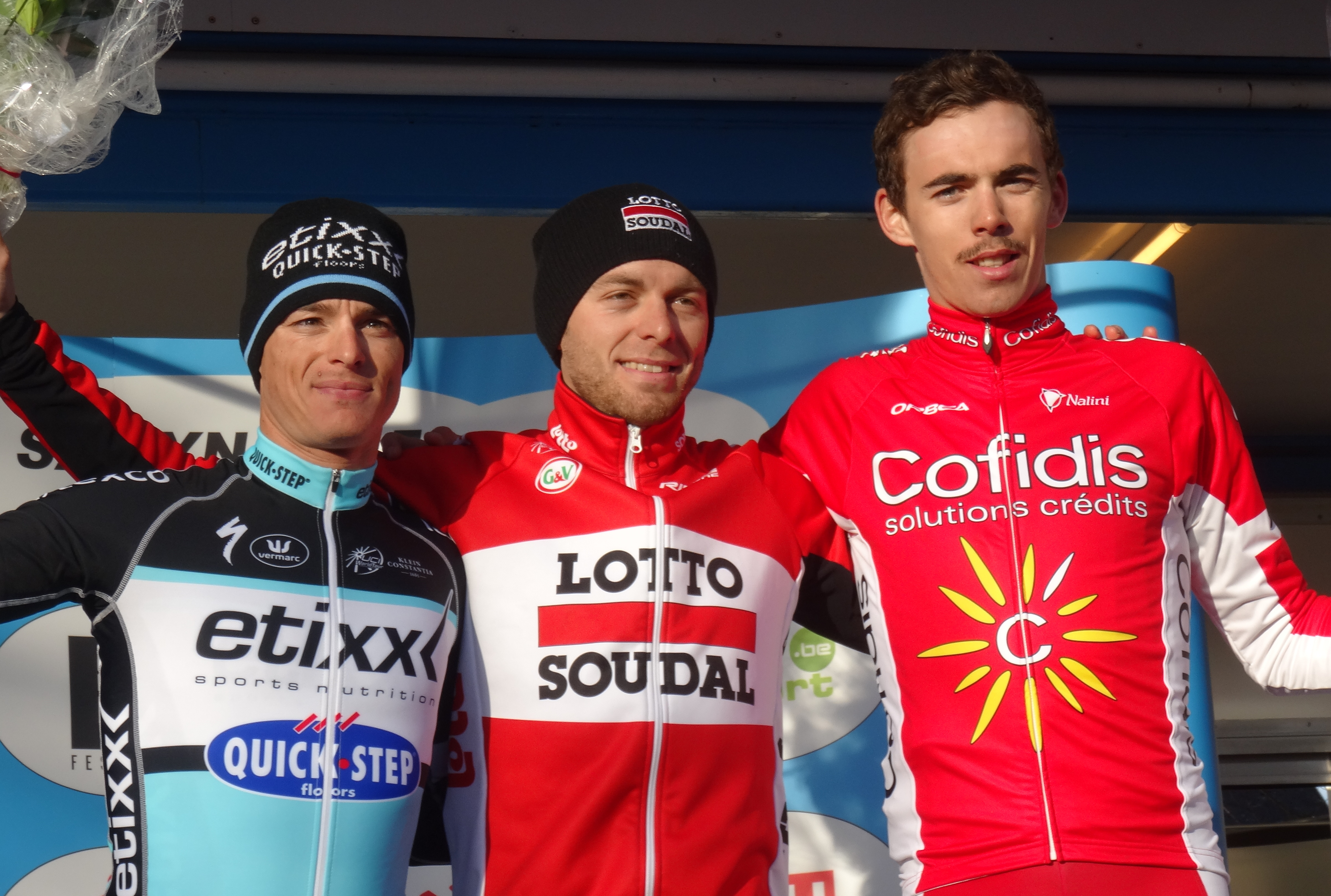
Le Samyn 2015 : Gianni Meersman (2), Kris Boeckmans (1), Christophe Laporte (3).

De wedstrijd bij de mannen behoort sinds 2016 tot het regelmatigheidscriterium Napoleon Games Cycling Cup.

### Meervoudige winnaars
| Overwinningen | Renner         | Land      | Jaren            |
| ------------- | -------------- | --------- | ---------------- |
| 3             | Johan Capiot   | België    | 1992, 1994, 1995 |
| 2             | Hendrik Redant | België    | 1989, 1990       |
| 2             | Niki Terpstra  | Nederland | 2016, 2018       |

### Overwinningen per land
| Overwinningen | Land                                                      |
| ------------- | --------------------------------------------------------- |
| 35            | België                                                    |
| 9             | Frankrijk                                                 |
| 6             | Nederland                                                 |
| 1             | Australië, Denemarken, Duitsland, Italië, Rusland, Zweden |

## Vrouwen

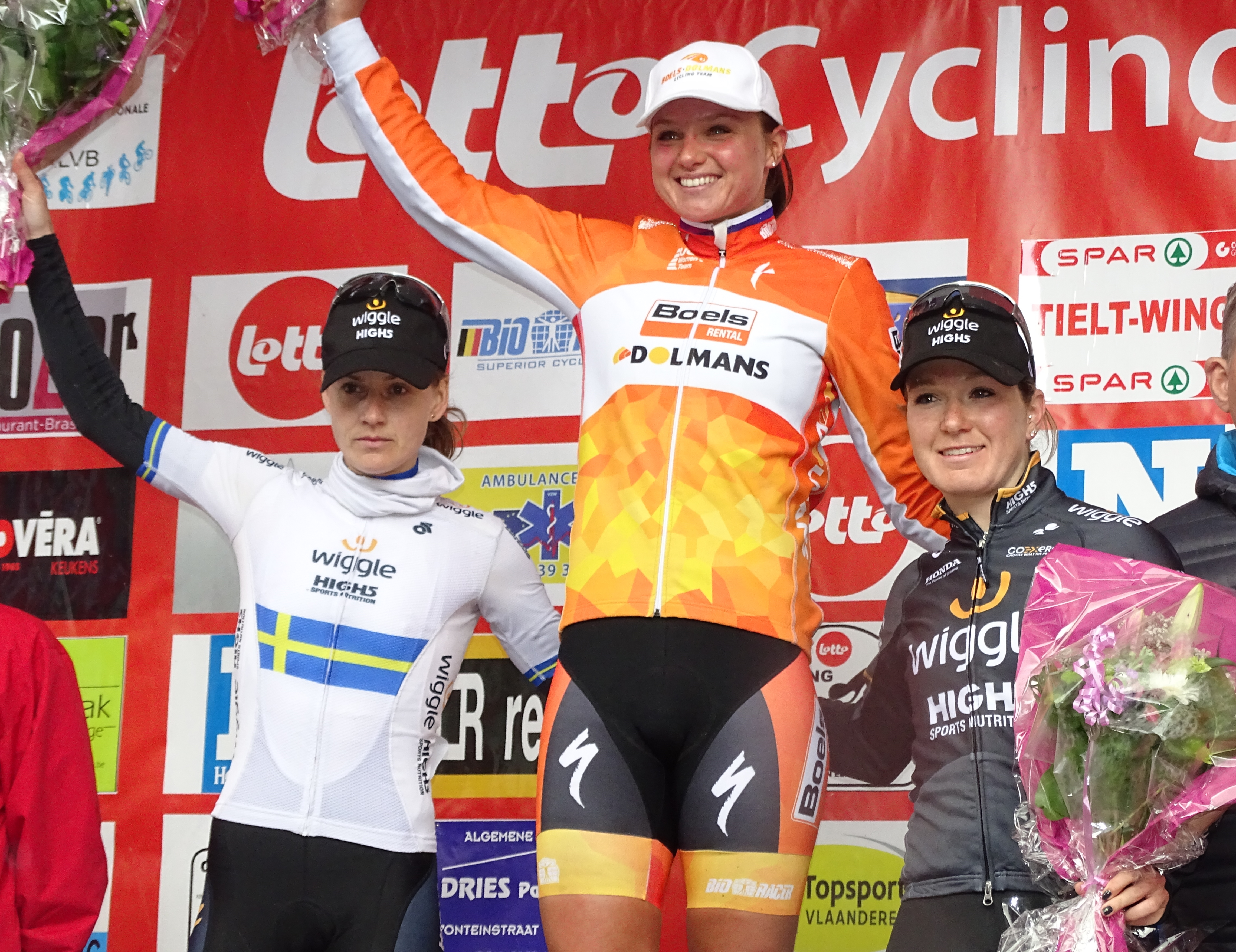
In 2016 volgde Chantal Blaak zichzelf op als winnares en werd daarmee recordhoudster bij de dames.

De eerste editie van de Le Samyn des Dames werd in 2012 vereden. De wedstrijd werd gewonnen door de Nederlandse Adrie Visser door in de massasprint Noemi Cantele en Trixi Worrack te verslaan. In 2013 won Ellen van Dijk. Ze reed ruim 20 kilometer voor de finish weg uit het peloton en reed met ruime voorsprong op drie achtervolgers solo over de finish. Een jaar later won Emma Johansson in een massasprint.

### Meervoudige winnaressen
| Overwinningen | Renster                     | Land      | Jaren            |
| ------------- | --------------------------- | --------- | ---------------- |
| 3             | Chantal van den Broek-Blaak | Nederland | 2015, 2016, 2020 |

### Overwinningen per land
| Overwinningen | Land                               |
| ------------- | ---------------------------------- |
| 8             | Nederland                          |
| 2             | Italië                             |
| 1             | België, Spanje, Zweden, Denemarken |

1968 · 1969 · 1970 · 1971 · 1972 · 1973 · 1974 · 1975 · 1976 · 1977 · 1978 · 1979 · 1980 · 1981 · 1982 · 1983 · 1984 · 1985 · 1986 · 1987 · 1988 · 1989 · 1990 · 1991 · 1992 · 1993 · 1994 · 1995 · 1996 · 1997 · 1998 · 1999 · 2000 · 2001 · 2002 · 2003 · 2004 · 2005 · 2006 · 2007 · 2008 · 2009 · 2010 · 2011 · 2012 · 2013 · 2014 · 2015 · 2016 · 2017 · 2018 · 2019 · 2020 · 2021 · 2022 · 2023 · 2024 · 2025